# Base aérienne de Morozovsk
La base aérienne de Morozovsk (en russe : Морозовск (аэродром)) est une base militaire située près de la ville de Morozovsk, oblast de Rostov,  en Russie.

## Historique
C'est la base du 559e régiment de bombardiers (559 BAP) de la 4e armée aérienne, depuis 1993 et équipé de Soukhoï Su-34 depuis 2013..
Le 5 avril 2024, le gouverneur de l'oblast de Rostov, affirme que la base avait été attaquée par quarante-quatre drones, endommageant une sous-station électrique. Des responsables des services de renseignement ukrainiens (SBU) ont déclaré au Kyiv Post avoir détruit « au moins six avions militaires russes », en avoir « considérablement endommagé huit autres », vingt membres du personnel seraient tués sur la base. Des renseignements de source ouverte ont montré que vingt-six Su-34 et trois Su-35 se trouvaient sur la base avant l'attaque,,.
Le 3 août 2024, une importante attaque de drones ukrainiens a été menée sur la base aérienne de Morozovsk, avec de multiples explosions importantes signalées par des journalistes et citoyens russes locaux, avec de nombreuses explosions secondaires de roquettes et de matériel explosif. L'armée ukrainienne déclare que les drones ont également touché un dépôt de munitions où un grand nombre de bombes planantes et de roquettes étaient stockées,,.

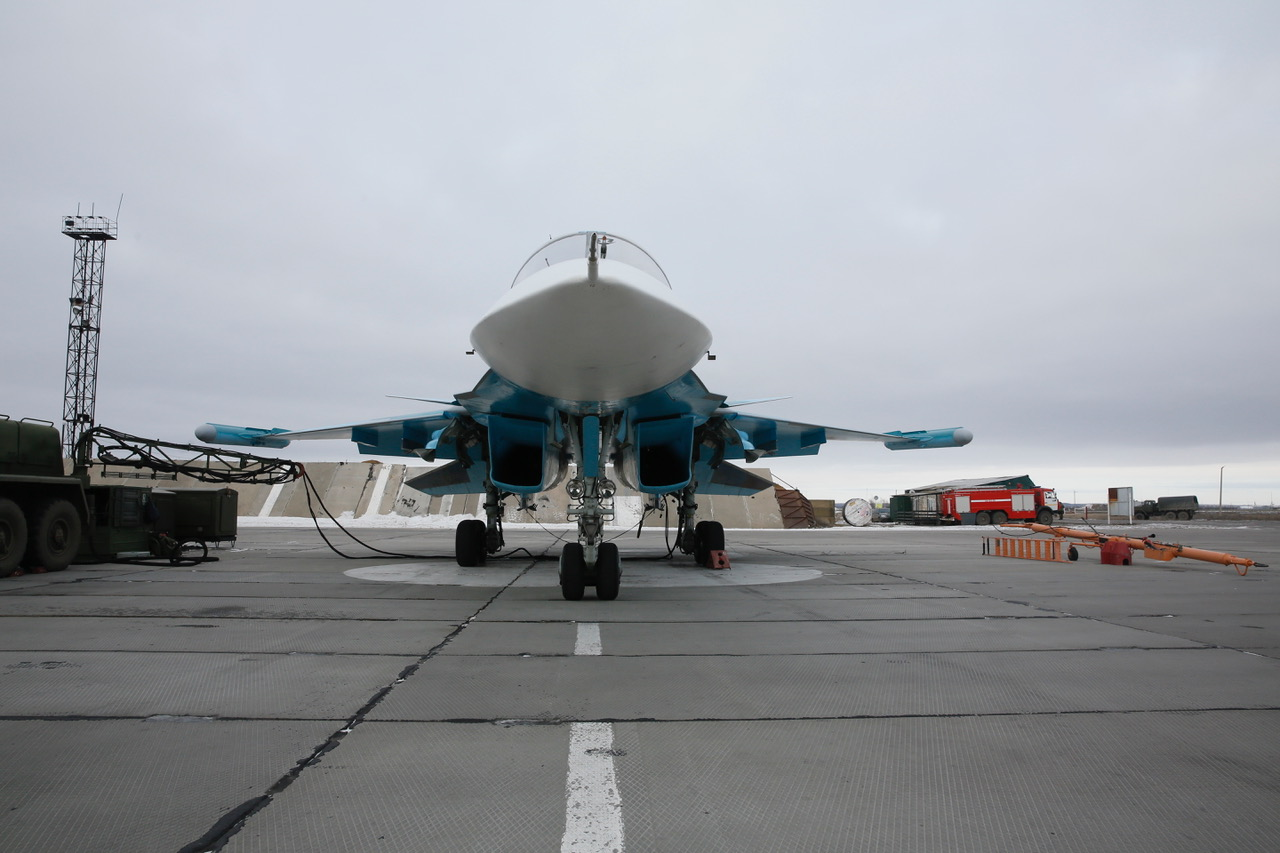
Un SU-34 en 2018 et hangar.